# Lotte Verbeek
Lotte Verbeek (Venlo, 24 giugno 1982) è un'attrice olandese.

## Biografia
È vincitrice del Pardo d'oro come migliore attrice al Festival del film Locarno del 2009 per il suo ruolo in Nothing Personal, per lo stesso ruolo ha ricevuto il premio della European Film Promotion al Festival internazionale del cinema di Berlino del 2010.
Nello stesso anno è una delle sorelle Lescano nella miniserie Le ragazze dello swing diretta da Maurizio Zaccaro.
Nel 2011 è Giulia Farnese nella serie televisiva I Borgia, in onda su Showtime. Ha raggiunto il successo con l'interpretazione di Lidewij Vliegenthart nel film Colpa delle stelle, tratto dal best seller di John Green, al fianco di Shailene Woodley e Ansel Elgort. 
Dal 2014 fa parte del cast di Outlander, interpretando la misteriosa Geillis Duncan nella prima stagione e Jillian Edgars nella seconda.
Nel 2016 ha interpretato Ana, la moglie di Edwin Jarvis, nella serie televisiva Agent Carter.

## Filmografia

### Cinema
- Links, regia di Froukje Tan (2008)
- Nothing Personal, regia di Urszula Antoniak (2009)
- Sonny Boy, regia di Maria Peters (2011)
- Suspension of Disbelief, regia di Mike Figgis (2012)
- Colpa delle stelle (The Fault in Our Stars), regia di Josh Boone (2014)
- In jouw naam, regia di Marco van Geffen e Jean-Claude Van Rijckeghem (2014)
- Entertainment, regia di Rick Alverson (2015)
- The Last Witch Hunter - L'ultimo cacciatore di streghe (The Last Witch Hunter), regia di Breck Eisner (2015)
- Division 19, regia di S.A. Halewood (2017)
- A mente fredda (The Coldest Game), regia di Łukasz Kośmicki (2019)
- The Book of Vision, regia di Carlo S. Hintermann (2020)

### Televisione
- Spoorloos verdwenen – serie TV, episodio 2x06 (2007)
- Moes – miniserie TV, 5 puntate (2008)
- Barbosa – film TV, regia di Iván López Núñez (2009)
- De Troon – miniserie TV, 1 puntata (2010)
- De co-assistent – serie TV, episodio 4x02 (2010)
- Le ragazze dello swing – miniserie TV, 2 puntate (2010)
- I Borgia (The Borgias) – serie TV, 20 episodi (2011-2013)
- Outlander – serie TV, 10 episodi (2014-2024)
- Agent Carter – serie TV, 7 episodi (2016)
- The Blacklist – serie TV, 7 episodi (2016-2021)
- Counterpart – serie TV, 4 episodi (2018)
- FBI: International – serie TV, episodio 1x21 (2022)

## Doppiatrici italiane
Nelle versioni in italiano dei suoi lavori, Lotte Verbeek è doppiata da:
- Domitilla D'Amico in Colpa delle stelle, Outlander, The Book of Vision
- Olivia Manescalchi ne I Borgia
- Francesca Fiorentini in The Last Witch Hunter - L'ultimo cacciatore di streghe
- Eleonora Vanni in Agent Carter
- Ilaria Stagni in The Blacklist
- Renata Bertolas in A mente fredda
- Mattea Serpelloni in FBI: International